# Михирі
Михирі (рос. Михири) — селище у Увельському районі Челябінської області Російської Федерації.
Входить до складу муніципального утворення Красносельське сільське поселення. Населення становить 197 осіб (2010).

## Історія
Від 1924 року належить до Увельського району Челябінської області.
Згідно із законом від 17 вересня 2004 року органом місцевого самоврядування є Красносельське сільське поселення.

## Населення
| 2002 | 2010 |
| ---- | ---- |
| 242  | ↘197 |